# Grenada League 2024
La Grenada League 2024, o GFA Premier League 2024 per motivi di sponsorizzazione, è stata la ventisettesima edizione della massima serie del campionato Grenadino di calcio. Il campionato è iniziato il 4 maggio 2024 e si è concluso il 26 gennaio 2025, in ritardo rispetto al termine programmato del 27 ottobre.
La squadra campione in carica era il Paradise, che si è riconfermato vincendo il suo settimo titolo stagionale.

## Stagione

### Novità
Dalla precedente edizione sono stati retrocessi Happy Hill, ultimo classificato del campionato, e Sunsetters, sconfitto negli spareggi promozione-retrocessione. Al loro posto sono stati promossi Fontenoy United e Shamrock. 

### Formula
Le 10 squadre partecipanti giocano un girone all'italiana con partite di andata e ritorno, per un totale di 18 giornate. La prima classificata è campione di Grenada e si qualifica per le competizioni CONCACAF. L'ultima classificata è invece retrocessa in seconda divisione, mentre la penultima gioca uno spareggio promozione-retrocessione per la permanenza in massima serie.

## Squadre partecipanti
| Club            | Città          | Stagione precedente       |
| --------------- | -------------- | ------------------------- |
| Camerhogne      | Saint George's | 5° in Grenada League 2023 |
| Fontenoy United | Saint George's | Seconda divisione         |
| Hard Rock       | Sauteurs       | 7° in Grenada League 2023 |
| Carib Hurricane | Victoria       | 3° in Grenada League 2023 |
| Mount Rich      | Sauteurs       | 4° in Grenada League 2023 |
| Paradise        | Saint George's | Campione di Grenada       |
| QPR             | Saint George's | 2° in Grenada League 2023 |
| SAB Spartans    | Saint George's | 8° in Grenada League 2023 |
| Shamrock        | Rose Hill      | Seconda divisione         |
| St. John's      | Gouyave        | 6° in Grenada League 2023 |

## Classifica
|                    | Pos. | Squadra         | Pt | G  | V  | N | P  | GF | GS | DR  |
| ------------------ | ---- | --------------- | -- | -- | -- | - | -- | -- | -- | --- |
| Grenada (bandiera) | 1.   | Paradise        | 54 | 18 | 18 | 0 | 0  | 64 | 8  | +56 |
|                    | 2.   | St. John's      | 37 | 18 | 11 | 4 | 3  | 45 | 26 | +19 |
|                    | 3.   | QPR             | 34 | 18 | 11 | 1 | 6  | 34 | 22 | +12 |
|                    | 4.   | Carib Hurricane | 33 | 18 | 10 | 3 | 5  | 39 | 27 | +12 |
|                    | 5.   | Camerhogne      | 30 | 18 | 9  | 3 | 6  | 45 | 24 | +21 |
|                    | 6.   | SAB Spartans    | 21 | 18 | 6  | 3 | 9  | 32 | 50 | -18 |
|                    | 7.   | Shamrock        | 20 | 18 | 6  | 2 | 10 | 34 | 35 | -1  |
|                    | 8.   | Hard Rock       | 17 | 18 | 5  | 2 | 11 | 31 | 46 | -15 |
|                    | 9.   | Fontenoy United | 8  | 18 | 2  | 2 | 14 | 18 | 39 | -21 |
|                    | 10.  | Mount Rich      | 3  | 18 | 1  | 0 | 17 | 21 | 86 | -65 |

Legenda:
      Campione di Grenada e ammessa alle competizioni CONCACAF.
  Partecipa ai play-out.
 Retrocessione diretta.